# Bloodride (Band)
Bloodride ist eine finnische Thrash-Metal-Band aus Helsinki, die im Jahr 2000 gegründet wurde.

## Geschichte
Die Band wurde im Jahr 2000 von Gitarrist Niko Karppinen und Schlagzeuger Petteri Lammassaari gegründet, nachdem sie sich nach einem Konzert von Tarot in Helsinki zufällig getroffen hatten. Kurze Zeit später kamen Gitarrist Teemu Vahakangas, Bassist Esa Pennala und Sänger Jyrki Leskinen hinzu und vervollständigten die Besetzung. Nachdem sie die ersten Lieder entwickelt hatten, nahmen sie ein Demo auf, das im April 2003 veröffentlicht wurde. Im Frühling 2004 begab sich die Band ins Studio, um die EP Bloodridden Disease aufzunehmen. Nach der Veröffentlichung folgten Auftritte in Finnland zusammen mit Codeon, Maple Cross und Diamanthian. Im Frühling 2007 begab sich die Band erneut ins Studio, um sechs neue Lieder aufzunehmen. Drei Lieder davon erschienen auf einem Promo-Demo. Im Juni 2009 nahm die Band dann ihr Debütalbum in den D-Studios unter der Leitung von Tonmi Lillman auf. Nachdem Supreme Predator im Herbst 2010 veröffentlicht worden war, folgte das Album Crowned in Hell im März 2011.

## Stil
Die Band spielt klassischen, aggressiven Thrash Metal, wobei die Lieder teilweise technisch sehr anspruchsvoll sind.

## Diskografie
- 2003: Taste of Bloodride (Demo, Eigenveröffentlichung)
- 2004: Bloodridden Disease (EP, Eigenveröffentlichung)
- 2007: Promo 2007 (Demo, Eigenveröffentlichung)
- 2010: Supreme Predator (Single, Eigenveröffentlichung)
- 2010: Crowned in Hell (Album, Violent Journey Records)
- 2014: Bloodmachine (Album, Violent Journey Records)
- 2016: Planet Alcatraz (Album, Inverse Records)
- 2021: Idiocracy (Album, Great Dane Records)